# All About You
"All About You" er en sang fra The Rolling Stones, og den var det sidste nummer på deres 1980 album Emotional Rescue. Den bliver sunget af guitaristen Keith Richards.
Selvom den er krediteret til sangskriverparret Mick Jagger og Keith Richards, er ”All About You” et solo arbejdet fra Richards. Sangen er en bittersød ballade, der kan fortolkes som den sidste kommentar til den Anita Pallenberg romance der startede i 1967 og endte i 1979, da Richards mødte sin fremtidige kone Patti Hansen . Imidlertid kan sangen også fortolkes som et af de tidligste tegn på det uvenskab, der opstod mellem bandets langvarige ledere. Richards var blevet "clean" efter hans anholdelse for besiddelse af heroin i 1977, Toronto, og ville tage mere ansvar tilbage fra Jagger, der havde fået bandet til at fungere under Richards misbrug .
Richards fortalte om sangen i 2002: ”Jeg havde en meget hård periode, i de tidlige 80er, med Mick. Så du får nogle sange som ”All About You”, for bare at nævne en. Der er flere på nogle af Winos plader . ” 
Saxofonisten Bobby Keys sagde om sangen: "Det har lidt sentimentalitet over sig, angående hans følelser for Mick på det tidspunkt. Bare lyt til sangteksten .” I sangen fortæller Richards om et forhold, med en barsk sangtekst;
| Citat | Well if you call this a life, Why must I spend mine with you? If the show must go on, Let it go on without you | Citat |
|       | |       |

| Citat | Though the laughs may be cheap, That's just 'cause the joke's about you; I'm so sick and tired, Of hanging around with dogs like you | Citat |
|       | |       |

Om sangskrivningen sagde Richards:”  Sangen har ligget i tre år. Efter at have forsikret mig om, at det ikke var nogen andre der havde skrevet den, besluttede jeg mig endeligt for, at det måtte have været mig. Men … jeg er stolt af den ." 
Indspilningen foregik mellem januar og februar, 1978, under de sidste indspilninger til Some Girls. 
Et tegn på hans store tilknytning til sangen, spillede Richards både bass, klaver, og de elektriske guitarer sammen med Ron Wood. Keys spillede sangens saxofon, mens Charlie Watts spillede trommerne. Koret bestod af Richards og Wood .

### Fodnote
1. 1 2  All About You by The Rolling Stones Songfacts
2. 1 2  All About You
3. ↑  "All About You". Arkiveret fra originalen 3. marts 2009. Hentet 29. januar 2008.
4. ↑  All About You